# 英仙座24
英仙座24，又名BD+34 550，HD 18449、SAO 56052、HR 882，是英仙座的一颗恒星，视星等为4.93，位于銀經150.45，銀緯-20.78，其B1900.0坐标为赤經2h 52m 51.7s，赤緯+34° -20.78′ 57″。